# Larissa Groeneveld
Larissa Groeneveld is een Nederlands celliste.

## Opleiding
Groeneveld studeerde cello aan het Sweelinck Conservatorium in Amsterdam bij Dmitri Ferschtman. In 1990 studeerde ze af met de hoogste onderscheiding. Ze studeerde verder bij Natalia Gutman aan de Hochschule für Musik in Stuttgart, (Duitsland) en volgde masterclasses bij onder meer Mstislav Rostropovitsj en Yo Yo Ma. 

## Prijzen en onderscheidingen
Zij behaalde diverse onderscheidingen en prijzen op internationale concoursen. Onder andere won zij de Vriendenkrans van het Concertgebouw en werd zij in 1992 finaliste op het ARD Duo-Concours in München samen met de pianist Frank van de Laar. Haar pianotrio Osiris Trio ontving de Philip Morris Finest Selection in 1992 en de kunstprijs Annie Bosboom Prijs in 1997. In 1996 speelde zij in de serie Rising Stars, georganiseerd door het Concertgebouw Amsterdam, waardoor zij zich konden presenteren in de belangrijkste kamermuziekcentra van Europa en in de Carnegie Hall in New York.

## Activiteiten
Groeneveld debuteerde in de Grote Zaal van het Concertgebouw in Amsterdam in 1988 met het tripelconcert van Ludwig van Beethoven. Daarna speelde ze in diverse landen in Europa. Ze speelde als soliste met veel grote orkesten, o.a.het Nederlands Philharmonisch Orkest, de Stuttgarter Philharmoniker, de Berliner Symfoniker en het St. John's Smith Square Orchestra.
Ze vormt het Osiris Trio met pianiste Ellen Corver en violist Peter Brunt). Groenevelds repertoire is breed; van de werken voor cello van Johann Sebastian Bach tot stukken van hedendaagse componisten, waarvan sommigen speciaal voor haar schreven. Sinds 2001 is zij als hoofdvakdocente cello verbonden aan het Koninklijk Conservatorium in Den Haag. Larissa bespeelt een Domenico Busam cello uit Venetië, 1765.